# Siemens Avenio
L'Avenio est un tramway à plancher bas produit par Siemens. C'est le successeur du Siemens Combino. La première génération d'Avenio a été vendue sous le nom de Combino Supra, Combino MkII, ou encore Combino Plus. En 2009, Siemens abandonne la marque Combino et classe les Combino Plus de Sul do Tejo et Budapest comme faisant partie de la gamme Avenio. L'Avenio est fabriqué sur une nouvelle ligne d'assemblage à Vienne.

## Histoire
La famille Avenio a été présenté au salon de l'UITP en 2009 à Vienne, comme étant le tramway à plancher bas le plus long au monde (en se référant à la possibilité de commander des rames de 72 mètres,).

## Commandes

### Doha
Siemens construit un réseau pour la capitale du Qatar avec une ouverture prévue à l'automne 2015. Le contrat comprend  la livraison de 19 rames Avenio. Le réseau circulera exclusivement grâce au système Siemens Sitras HES, n'employant aucune ligne aérienne. Ce système fonctionne sur une combinaison de supercapaciteur et d'une batterie qui se rechargent à chaque arrêt via un rail de rechargement aérien. Les rames comptent trois modules pour une capacité de 157 passagers, l'écartement des voies étant de 1 435 mm.

### La Haye
En novembre 2011, l'opérateur HTM du réseau de tramway de La Haye commande 40 rames Avenio. Les rames commandées sont longues de 35 mètres pour une largeur de 2,55 mètres. Le contrat de 100 millions d'euros comprend la formation du personnel et les pièces de rechange.
En mars 2014, 20 rames supplémentaires sont commandées pour 55 millions d'euros. La première rame est livrée à l'opérateur en juin 2014.

### Munich

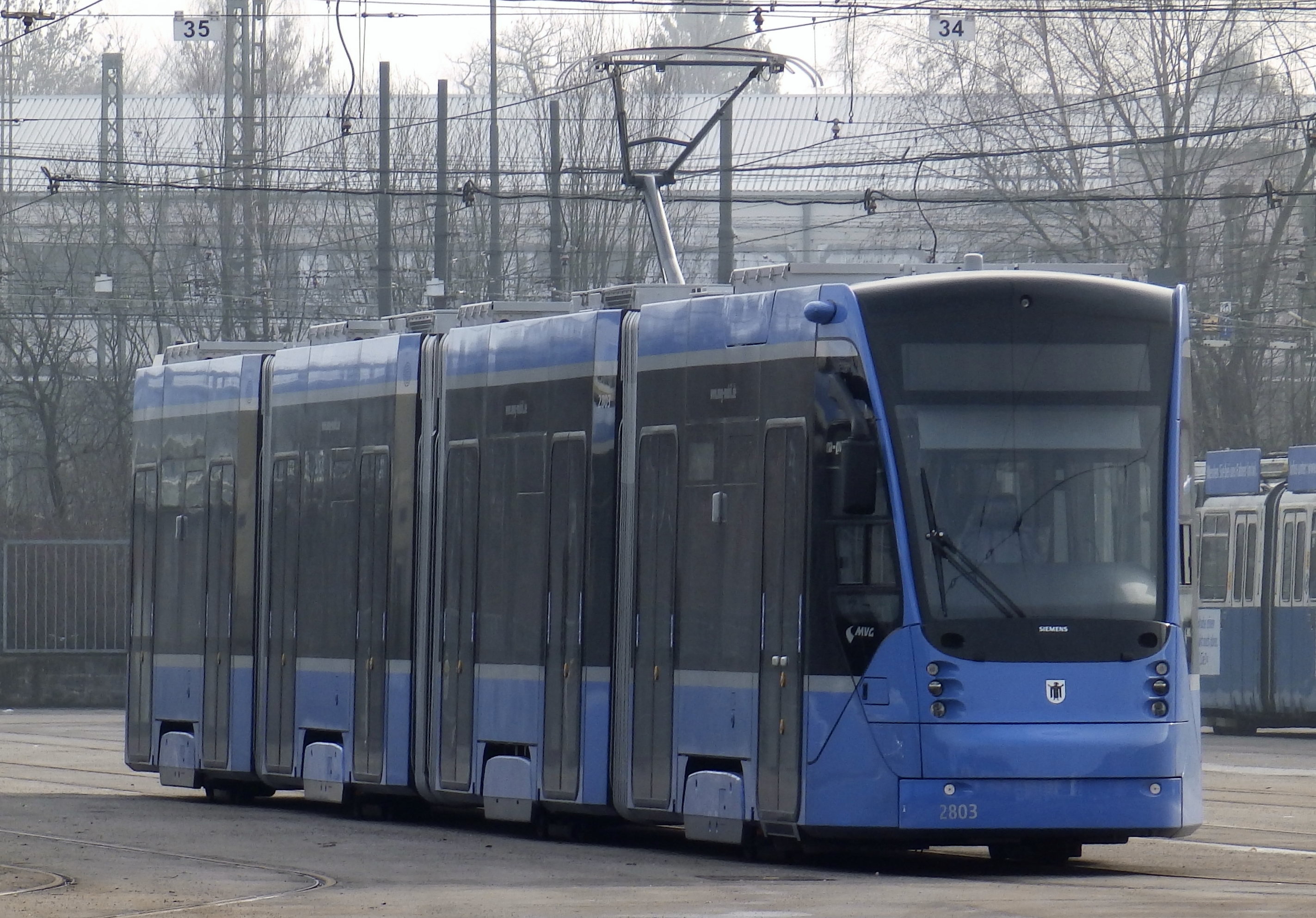
Siemens Avenio à Munich

Huit rames ont été commandés en 2012 pour le réseau de tram de Munich ; elles mesurent 36 mètres et sont livrés fin 2013 pour six d'entre elles, en 2015 pour les deux dernières.
En 2015, 22 nouvelles rames sont commandés avec des options pouvant porter jusqu'à 122 rames complémentaires. La commande comprend neuf rames à deux caisses, neuf à trois caisses et quatre à quatre caisses pour une livraison à compter de mi-2017.

### Tel Aviv
Les premières rames fabriquées sous le nom Avenio devaient être destinées à Tel Aviv, mais le projet a pris du retard puis fut annulé.

### Brême
En 2017, l'opérateur Bremer Straßenbahn (BSAG) commande 67 rames Avenio au constructeur Siemens avec une option pour 17 rames complémentaires. Longues de quatre sections, ces rames pourront accueillir jusqu'à 260 passagers et atteindre 70 km/h. Les premières livraisons sont prévues en 2019.